# Ваштранга
Ваштранга — река в Кикнурском районе Кировской области России. Устье реки находится в 259 км по правому берегу реки Большой Кокшаги. Длина реки составляет 23 км, площадь водосборного бассейна — 209 км². В устье — районный центр — посёлок городского типа Кикнур.
Исток реки в лесах в 13 км к северо-западу от Кикнура. Река течёт на юго-восток, протекает посёлки Кирпичный Завод и Ваштранга. Притоки — Солянка, Кобыла, Начка. Впадает в Большую Кокшагу на южной окраине Кикнура. Перед устьем в черте Кикнура ширина реки составляет 15 метров.

### Притоки (км от устья)
- 5,8 км: река Начка (пр)

## Данные водного реестра
По данным государственного водного реестра России относится к Верхневолжскому бассейновому округу, водохозяйственный участок реки — Волга от Чебоксарского гидроузла до города Казань, без рек Свияга и Цивиль, речной подбассейн реки — Волга от впадения Оки до Куйбышевского водохранилища (без бассейна Суры). Речной бассейн реки — (Верхняя) Волга до Куйбышевского водохранилища (без бассейна Оки).
Код объекта в государственном водном реестре — 08010400712112100000572.

## Этимология названия
Название произошло от северо-западного наречия марийского языка: «ваштр» — клён + «ангыр» — река, то есть «река среди клёнов, кленовая река».